# Пыльцеголовник длиннолистный
Пыльцеголо́вник длинноли́стный (лат. Cephalanthéra longifólia) — травянистое растение; вид рода Пыльцеголовник семейства Орхидные.

## Ботаническое описание
Многолетнее травянистое растение 15—60 см высотой.
Корневище укороченное, глубоко залегающее, горизонтальное. Растение имеет корни двух видов — толстые, свободные от грибов, запасающие питательные вещества, и тонкие, имеющие микоризу, всасывающие питательные вещества из почвы.
Стебель прямой или чуть извилистый. Листья в количестве 5—9(11), линейно-ланцетные, длиннозаострённые, часто вдоль сложенные, 7—16 см длиной и 0,9—3 см шириной.
Соцветие не густое, с 3—10 (20) большими белыми цветками. Прицветники (кроме нижнего) мелкие, чешуевидные, 1—2 мм длиной. Три наружных листочка околоцветника ланцетные, заостренные, с 3—5 жилками, 1,2—2,6 см длиной, два
внутренних листочка – обратнояйцевидные, продолговатые, тупые, с 5 жилками. Губа разделена на две части: переднюю плоскую (эпихилий) – почковидную, тупую, до 0,5 см длиной и 0,8 см шириной, с 5—7 гребневидно выдающимися полосками, на конце золотисто-жёлтую, с мельчайшими папиллами, и заднюю (гипохилий) – вогнутую, до 0,4 см длиной и 0,9 см шириной, при основании с боковыми лопастями. Завязь около 1 см длиной, голая, скрученная, сидячая. Плод – веретеновидная коробочка до 1,7 см длиной. Цветет в мае – июне.
Опыляется пчёлами. Самоопыление отсутствует. У этого растения своеобразный процесс опыления. Пыльник раскрывается ещё в бутоне, при этом часть пыльцы как бы выталкивается в виде столбиков. По мере созревания рыльце цветка наклоняется вперёд, вытягивая за собой пыльцевые столбики с пыльников. Стоит пчеле задеть головкой цветок, как «столбик» рассыпается, осыпая насекомое облаком пыльцы. Хотя цветки нектара не содержат, но сладкое вещество содержится в выростах на конце губы.
Плодоносит в июле — августе. Размножается семенами и вегетативно.
Геофит.

## Ареал и среда обитания
Европейско-малоазийский сарматский вид, встречающийся почти по всей Европе (за исключением самых северных ее регионов) – от Британских островов и Скандинавии до Средиземноморья, Крыма, Северного Кавказа, на значительной
территории Азии и в Северной Африке. Ареал включает в себя следующие регионы:
- Северная Африка: Алжир, Марокко, Тунис
- Азия:
  - Западная Азия: Афганистан, Иран, Израиль, Иордания, Ливан, Сирия, Турция
  - Средняя Азия: Таджикистан, Китай
  - Индийский субконтинент: Бутан, Индия, Непал, Пакистан
- Кавказ:
  - Азербайджан, Грузия
- Европа:
  - Северная Европа: Дания, Финляндия, Ирландия, Норвегия, Швеция, Великобритания
  - Центральная Европа: Австрия, Бельгия, Чехословакия, Германия, Венгрия, Польша, Швейцария
  - Восточная Европа: Беларусь, Украина — Закарпатская область, Украинские Карпаты, Полесье, лесостепь, Горный Крым, степь (редко)[4], Российская Федерация — европейская часть, Предкавказье, Дагестан
  - Юго-Восточная Европа: Албания, Болгария, бывшая Югославия, Греция, Италия, Румыния
  - Юго-Западная Европа: Франция, Португалия, Испания

Популяции насчитывают от нескольких десятков до нескольких сотен особей, но плотность низкая. По возрастной структуре преобладают нормальные полночленные, с правосторонним возрастным спектром, доля молодых особей составляет треть. Только на вырубках и в лесах, где пасут скот, они в подавленном состоянии.
Растёт в светлых скально-пушистодубовых и тенистых буковых широколиственных лесах, чаще — на полянах, опушках (до 1500 м над уровнем моря). К влажности и кислотности почвы растения неприхотливы как на известняковых, с хорошо развитым гумусовым слоем, так и на бедных и скалистых, иногда на заболоченных торфянистих почвах.
Мезофит, сциофит.

## Природоохранный статус вида и меры по охране
Редкий вид. Уменьшение численности происходит из-за освоения территории, вырубки лесов, замены буковых на хвойные посадки, сбора на букеты.
Занесён в Красную книгу Украины. На Украине охраняется в природных заповедниках: Карпатском биосферном заповеднике, Ровенском, Каневском, Крымском, «Мыс Мартьян», Ялтинском горно-лесном, Карадагском, «Расточье»; национальных природных парках: Карпатском, Вижницком, Ужанскому, Яворовском, Шацком, «Синевир», «Подольские Товтры», «Сколевские Бескиды», «Святые горы». Состояние популяций контролируется. Запрещён сбор растений, сплошные вырубки лесов. Выращивают в Национальном ботаническом саду имени Н. Г. Гришко НАН Украины.

## Значение
Имеет научное значение как редкое растение со сложной биологией развития. Может использоваться как декоративное и лекарственное растение.

## Ботаническая классификация

### Синонимы
По данным The Plant List на 2010 год, в синонимику вида входят:
- Cephalanthera acuminata Wall. ex Lindl.
- Cephalanthera angustifolia Simonk.
- Cephalanthera conferta (B.Baumann & H.Baumann) Kreutz
- Cephalanthera ensifolia Rich. [Illegitimate]
- Cephalanthera ensifolia var. acuminata (Wall. ex Lindl.) T.Tang & F.T.Wang
- Cephalanthera ensifolia var. cesari-gonzalezii Rivas Goday & Bellot
- Cephalanthera ensifolia var. maravignae (Tineo) Nyman
- Cephalanthera grandiflora Gray, nom. illeg.
- Cephalanthera lonchophylla Rchb.f. [Illegitimate]
- Cephalanthera longifolia subsp. conferta B.Baumann & H.Baumann
- Cephalanthera longifolia var. gibbosa Boiss.
- Cephalanthera longifolia f. latifolia (Maire) Maire & Weiller
- Cephalanthera longifolia var. latifolia (Maire) D.Rivera & Lopez Velez
- Cephalanthera longifolia f. longibracteata (Harz) Asch. & Graebn.
- Cephalanthera longifolia f. pilosa (Harz) Soó
- Cephalanthera longifolia f. pumila Asch. & Graebn.
- Cephalanthera longifolia var. rosea Perko
- Cephalanthera mairei Schltr.
- Cephalanthera maravignae Tineo
- Cephalanthera pallens Rich.
- Cephalanthera thomsonii Rchb.f.
- Cephalanthera xiphophyllum Rchb.f. [Illegitimate]
- Cephalanthera xiphophyllum var. latifolia Maire
- Cymbidium xiphophyllum (Ehrh. ex L.f.) Sw.
- Epipactis ensifolia F.W.Schmidt
- Epipactis ensifolia Sw.
- Epipactis grandiflora (L.) Sm.
- Epipactis grandifolia All.
- Epipactis longifolia var. gibbosa (Boiss.) W.Zimm.
- Epipactis longifolia var. longibracteata Harz
- Epipactis longifolia var. pilosa Harz
- Epipactis pallens Sw. [Illegitimate]
- Epipactis pallida Sw.
- Epipactis xiphophylla (Ehrh. ex L.f.) Sw.
- Limodorum acuminatum (Wall. ex Lindl.) Kuntze
- Limodorum grandiflorum (L.) Kuntze [Illegitimate]
- Limodorum longifolium (L.) Kuntze [Illegitimate]
- Serapias ensifolia Murray [Illegitimate]
- Serapias grandiflora L. [Illegitimate]
- Serapias helleborine var. longifolia L.
- Serapias lonchophyllum L.f. [Illegitimate]
- Serapias longifolia (L.) Scop. [Illegitimate]
- Serapias nivea Vill. [Illegitimate]
- Serapias pallida Wahlenb.
- Serapias xiphophyllum Ehrh. ex L.f.